# Туристичка организација Беле Паланке
| Туристичка организација Беле Паланке |                                 |
|                                      |                                 |
| Оснивач:                             | Општина Бела Паланка            |
| Седиште:                             | Српских владара 56 Пирот Србија |
| В.д. директора:                      | Милош Лилић                     |
| Веб презентација                     |                                 |

Туристичка организација Беле Паланке је једна од јавних установа општине Бела Паланка, основана 2006. године од стране Скупштине општине Бела Паланка као јавна служба ради вршења послова развоја, очувања и заштите туристичких вредности на територији општине.
На овај начин је Бела Паланка после скоро пола века поново добила институцију која ће се бавити развојем туризма на локалу јер је последња таква институција (Туристички савез) престала да постоји још шесдесетих година прошлог века.

## Визија и мисија
Визија Туристичке организације Беле Паланке је стварање препознатљиве туристичке понуде општине Бела Паланка у земљи и иностранству.
Мисија је да ради на остварењу свих програмских и материјално-техничких услова за развој туризма на територији општине Бела Паланка, као и да значајно допринесе креирању комплетне туристичке понуде и имиџа општине Бела Паланка и Републике Србије.

## Програмске активности
- управљање развојем туризма
- туристичка сигнализација
- образовање и усавршавање запослених и лица на стручном оспособљавању
- сарадња и партнерство
- туристичка промоција[2]
- набавка опреме
- промоција туристичке понуде кроз штампани и мултимедијални материјал
- промоција туристичке понуде на сајмовима у земљи и иностранству[3]
- организација и суорганизација манифестација
- Сувенир шоп и продаја сувенира
- прикупљање, објављивање и давање информација